# Moisés Hurtado Pérez
Moisés Hurtado Pérez   (Badia del Vallès, 20 de febrer de 1981) és un exfutbolista i entrenador català, nascut a Badia del Vallès.

## Trajectòria
Format al planter de l'Espanyol, no va debutar amb el primer equip fins a l'11 de maig de 2002 en el partit en el qual l'equip blanc-i-blau va jugar davant el Màlaga CF. Durant els següents dos anys va tornar a jugar amb el filial i, l'any 2004, va jugar a Segona divisió a les files de l'SD Eibar. El 2005, de la mà de l'entrenador Miguel Ángel Lotina, Hurtado va entrar a la llista del primer equip de l'Espanyol. Amb el club periquito va aconseguir el seu primer títol com a professional, la Copa del Rei que el club espanyolista va guanyar davant el Saragossa en la final que es va disputar a l'estadi Santiago Bernabéu el 2006. També va aconseguir un subcampionat de la Copa de la UEFA que va perdre davant el Sevilla FC en la final que es va disputar a Glasgow el maig de 2007.

El 2010 l'Espanyol va vendre el jugador a l'Olympiacos FC per dos milions d'euros. Una temporada més tard, l'any 2011 firma per dues temporades pel Granada CF.
El 30 de gener de 2013, a escassos minuts perquè finalitzés el mercat d'hivern, fitxa pel Girona FC pel que resta de temporada i amb opció a una altra.

## Palmarès
| Títol                | Club          | País    | Any       |
| -------------------- | ------------- | ------- | --------- |
| Copa del Rei         | RCD Espanyol  | Espanya | 2005-2006 |
| Copa Catalunya       | RCD Espanyol  | Espanya | 2005-2006 |
| Subcampió UEFA       | RCD Espanyol  | Espanya | 2006-2007 |
| Superlliga de Grècia | Olympiacos FC | Grècia  | 2010-2011 |